# Архангельск (фильм)
«Архангельск» (англ. Archangel) — второй полнометражный фильм, поставленный канадским режиссёром Гаем Мэддином, который вышел на экраны в 1990 году. Мэддин стал также соавтором сценария, оператором и монтажёром фильма.
История, положенная в основу фильма, подсказана романом Генри Грина «Домой» (1946), концепцию картины Мэддину предложил Джон Харви. Этот фильм стал для Мэддина первым опытом совместной работы над сценарием с Джорджем Тоулсом, вместе с которым он в дальнейшем написал сценарии многих своих фильмов, включая «Осторожность» (1992), «Сумерки ледяных нимф» (1997), «Самая грустная музыка в мире» (2003) и «Клеймо на мозге» (2006).
В этом фильме «в эпическом стиле немого русского кино 1920-х годов воссоздаётся любовная история», действие которой происходит в Архангельске во время Гражданской войны, через три недели после завершения Первой мировой войны. «Канадский солдат, бельгийский авиатор и русская медсестра страдают от амнезии, связанной с ужасами войны, и не в состоянии вспомнить, кто является их любимыми». Герой фильма, «канадский солдат (Кайл Маккалох) ошибочно принимает медсестру (Кэти Марикука) за свою умершую возлюбленную. Она замужем за бельгийским лётчиком (Ари Коэн), который не помнит о том, что он женат, и её это настолько дезориентирует, что в конце концов она принимает канадца за бельгийца».
Мэддин снял этот чёрно-белый фильм при бюджете в 430 тысяч долларов на 16-миллиметровой плёнке в характерном для раннего кино частично звуковом формате, дополненном интертитрами.

## Сюжет
Действие фильма происходит зимой 1919 года, через три месяца после окончания Первой мировой войны, в Архангельске на северной окраине России, обитателям которого «забыли сказать об окончании войны». На палубе корабля лейтенант канадской армии Джон Боулз (Кайл Макаллох) со старым протезом вместо потерянной ноги прощается с прахом своей возлюбленной Айрис. Капитан корабля ошибочно принимает урну с прахом Айрис за бутылку с алкоголем, отбирает её и выбрасывает за борт.
Вечером в Архангельске Боулз прибывает к месту расквартирования в старую избу, где живёт семья местных жителей. Когда он входит в дом, мальчик-подросток Геза (Дэвид Фолкенбург) падает в эпилептическом припадке. Вокруг него собираются члены семьи — пожилая Баба (Маргарет Энн Маклеод), красивая мать Данчук (Сара Нэвилл) и трусливый отец Джаннингс (Майкл Готтли) с саблей, предлагая пустить мальчику кровь. Боулз быстро приводит ребёнка в чувства, растирая его тело лошадиными скребками. Благодарная мать с первого взгляда влюбляется в Боулза, который говорит, что у мальчика могут быть глисты и советует давать ему лошадиные волосы, но Баба боится, что от этого в желудке они могут превратиться в угрей. В знак благодарности Баба дарит Боулзу современный деревянный протез своего мужа, который подходит почти идеально. В этот момент по лестнице спускается загадочная молодая красивая женщина Веронька (Кэти Марикука). Приняв её за Айрис, Боулз падает в обморок. Семья Данчуков приводит Боулза в чувства, растирая его тело конскими скребками. Веронька садится у окна, в которое неожиданно влезает Филбин (Ари Коэн) в сопровождении своего доктора (Майкл О’Салливан). Доктор заявляет, что Филбин болен, а Веронька — его жена, предъявляя в качестве доказательства свидетельство о браке, которое оказывается куском ткани с картой сокровищ. По словам врача, психическое заболевание Филбина восходит к детству, когда мать отлучила его от груди, нарисовав на ней лицо ужасного чудовища. С тех пор у Филбина стала развиваться амнезия. В Архангельске Филбин и Веронька поженились, «но в брачную ночь перед ним опустилась чёрная завеса», и с момента свадебной церемонии он не помнит вообще ничего, кроме самой церемонии. Веронька выпроваживает Филбина и доктора из дома.
В то время, как мама Данчук и Джаннингс купают Боулза в ванной, он вспоминает про последнюю просьбу Айрис — высыпать её прах в Белое море, при этом он убеждён, что Веронька — и есть Айрис, которую, вероятно, спасли. Вечером Боулз надевает парадный мундир и отправляется в город на световое шоу, где надеется найти Вероньку. Веронька участвует в организованной местными жителями постановке живых картин, посвящённых героическим сражениям, в которых «воины матери-России пожинают смертельный урожай на полях славы». Когда один из актёров отказывается изображать прусского солдата, роль «рабского гунна» заставляют играть Джаннингса. Ведущий объявляет следующую живую картину — «Обстрел Архангельска» — о людях разных народов, которые «собрались, чтобы защитить мать-Россию от безбожных большевиков и других врагов цивилизации и христианства, включая кайзера Вильгельма II». Филбин, принимая Вероньку за свою невесту, поднимается на сцену, чтобы пофлиртовать с ней, вслед за ним на сцену выходит и Боулз. Когда Филбин пытается увлечь Вероньку в Мурманск, Боулз несколько раз бьёт Филбина прикладом, после чего тот падает и теряет сознание. Объявляется иллюминация и все участники мероприятия зажигают свечи, в свете которых Веронька с Боулзом отправляется в романтическое путешествие на санях. Боулз называет её Айрис, но Веронька говорит, что она не Айрис, и в подтверждение своих слов отдаёт ему карту сокровищ. Когда при возвращении домой Боулз проваливается сквозь стеклянную крышу, мама Данчук ухаживает за ним. Она вынимает одно из стеклышек из головы Боулза, делает им себе на лбу надрез и соприкасается ранами с Боулзом.
Ночью по военному призыву Боулз и мама Данчук берут винтовки и отправляются на фронт. По дороге они находят убитого, и ставят около него могильный знак в виде воткнутой в землю винтовки с надетой на него каской. Из окопа Боулз наблюдает за Веронькой, которая стоит на боевом посту, и видит в ней Айрис. После завершения боевых действий Боулз спрашивает у мамы Данчук, где живёт Веронька, однако, по её словам, этого никто не знает.
Боулз подслушивает, как доктор под гипнозом внушает Вероньке, что Филбин — её муж, а затем по его просьбе она рассказывает о том, что было после свадьбы. На самолёте Филбина они перелетели над германскими позициями в Мурманск, чтобы провести медовый месяц в лучшем отеле города. В гостинице Филбин «отправился на конюшню с нашими маленькими друзьями-революционерами». Спустя продолжительное время Веронька нашла его на конюшне со служащей гостиницы, после чего аннулировала брак. Доктор говорит, что Филбин об этом ничего не помнит. Услышав, что далее речь зашла о ребёнке, Боулз стал воспринимать грудного ребёнка Данчуков как своего собственного. Ночью Боулзу приснился сон, в котором Веронька раздаёт Боулзу, Филбину и ещё одному раненому солдату карты сокровищ со словами: «Если ты любишь, ты найдёшь меня».
C возобновлением боевых действий Боулз с мамой Данчук снова отправляется на фронт, объясняя Гезе: «Бабу нужно защитить от большевиков. Это ужасные существа, полулюди-полузвери с огромными широкими глазами, огромными ушами и когтями». Ночью в окоп к спящему Боулзу прыгает белый кролик, затем кроликов становится всё больше и больше, и люди в окопах гладят их. В этот момент нападают гунны, и две армии вступают в рукопашную схватку. После завершения сражения Боулз говорит Вероньке, что искал её повсюду и наконец нашёл, и просит разрешения называть её Айрис.
Тем временем в дом Джаннингса врываются большевики, один из которых надевает на голову Гезы мешок и пытается увести его. Когда Джаннингс просыпается и встаёт, один из большевиков вспарывает ему живот, из которого вываливаются кишки, похожие на связку сосисок. Когда большевики собираются зарезать Гезу, Джаннингс в кровавой драке душит двух большевиков своими выпавшими кишками. Расправившись с нападавшими, Джаннингс падает на пол и умирает. Сняв с головы мешок, Геза видит появившегося в доме Филбина, решив, что это он спас ему жизнь.
Боулз и Веронька слышат сообщение, что «Мурманск снова наш». Веронька приходит к доктору, рядом с которым стоит Филбин, и говорит: «Я передумала. Сегодня меня могли бы убить, если бы я не любила своего мужа. Сегодня ночью я должна быть с ним в Мурманске». Филбин и Веронька улетают на его двухместном аэроплане, а Боулз едет вслед за ними на коляске. Пара селится в тот же номер в той же гостинице «Мурманск», где Филбин снова уходит и занимается любовью с гостиничной служащей. Это видит Боулз, который надевает авиаторский шлем Филбина и поднимается в номер к Вероньке. Приняв его Филбина, она говорит, что не любит его, я любит лейтенанта Боулза. Поняв, что говорит не с Филбиным, Вероника испытывает шок, приводящий к полной амнезии. В результате Боулз получает свою «Айрис», которой рассказывает, что они находятся в России и борются за царя, и вскоре они поженятся. Боулз говорит, что вне брака у них родился ребёнок, и он много страдал из-за того, что обесчестил её. Провезя Вероньку по окутанному опиумным туманом Архангельску, Боулз приглашает её в дом, где они любуются на «своего» ребёнка, после чего Айрис-Веронька исчезает. Боулз берёт карту сокровищ и отправляется на поиски её дома. Следуя по карте, он находит её, и они страстно целуют друг друга. В дверь стучит Филбин, но они ему не открывают.
Боулз с грудным ребёнком на руках, Веронька-Айрис и Геза отправляются на прогулку. Увидев на улице Филбина, Вероника говорит, что это её муж, а Боулз сделал её пленницей. Боулз пытается задержать её, но она отвечает: «Если ты ещё хоть раз дотронешься до меня, то я убью тебя», и уходит. Боулз возвращается в свой барак и говорит маме Данчук, что, наконец, она оставила его навсегда. Боулз отдаёт ей младенца с просьбой приглядеть за ним, берёт винтовку и уходит на фронт. Он видит, как на фронте убивают Гезу, к телу которого приходит призрак Джаннингса. Призрак Дженнингса берёт за руку призрака своего сына и рассказывает ему, как он убил большевиков. Поняв, что его отец — герой, призрак Гезы обнимает отца, и они удаляются, оставляя труп Гезы на снегу.
Когда Боулз отправляется в атаку на немцев, его ранит брошенный врагом снаряд с надписью «Gott straffe Kanada» (Бог, покарай Канаду). Очнувшись, Боулз бредёт неуверенной походкой и харкая кровью, проходя по маршруту, который ведёт к дому Вероньки. Зайдя в её дом, он видит, что Веронька снова сочетается браком с Филбиным. Пара отправляется в аэропорт и улетает на аэроплане, Боулз провожает их взглядом. Затем Боулз возвращается в Канаду, где его встречают четыре красивые девушки, однако он ничего не чувствует.

## В ролях
- Кайл Маккаллох — лейтенант Джон Боулз
- Кэти Марикука — Веронька
- Ари Коэн — Филбин
- Сара Нэвилл — Данчук
- Майкл Готтли — Джаннингс
- Дэвид Фолкенбург — Геза
- Маргарет Энн Маклеод — Баба
- Майкл О’Салливан — доктор

## Оценка фильма критикой

### Общая оценка фильма
Фильм заслужил благосклонные отзывы критики за творческое переосмысление кинематографических традиций и оригинальный художественный стиль. В частности, Стивен Холден в «Нью-Йорк таймс» назвал картину «занимательным, непроницаемым фильмом», который служит «ироническим оммажем тому типу драмы, который Голливуд производили в сумеречной зоне между немыми и звуковыми картинами, когда звук был трескучим, реплики минимальными, а титры между сценами давали необыкновенные пояснения». Кинокритик Джонатан Розенбаум назвал фильм «увлекательным фетишистским бредом, где воспоминания об далёких военных фильмах перерабатываются в нечто одновременно жуткое и красивое». По мнению Джеффа Эндрю из «TimeOut», эта «абсурдистская драма» с «иератической актёрской игрой в стиле 1920-х годов… является экстравагантным попурри из „На Западном фронте без перемен“, Эйзенштейна и Демилля, ещё более впечатляя благодаря своей уценённой мизансцене». В свою очередь киновед Деннис Шварц назвал картину «вдохновенной абсурдистской мелодрамой, которая очень красива, но не предполагается, что в ней есть смысл, с точки зрения обычной кинематографической истории». Шварца «не очень расстраивает то, что не всё понятно», так как, по его мнению, «режиссёр просто хочет, чтобы вы втянулись в поток и чтобы история увела вас туда, куда, по вашему мнению, вас должны увести русская немая эпическая драма и голливудские эпопеи Де Милля». По словам Шварца, «это картина не рассчитана на обычного зрителя, но она должна захватить артхаусного зрителя, который способен воспринять крайне нетрадиционные аспекты этого причудливо юмористического и сильно стилизованного, увлекательного, призрачного, уникального в своём роде сюрреалистического фильма (где на спящих белых русских солдат в траншеях нападают кролики)».
Историк кино Крейг Батлер отметил, что «фильмы Гая Мэддина обычно не похожи ни на чьи иные, и „Архангел“ не является исключением». По его словам, «те, кто являются поклонниками культа Мэддина, скорее всего, получат максимум от фильма, хотя даже верные последователи могут посчитать его не столь интересным, как некоторые другие его произведения». Вместе с тем, «те, кто находятся за рамками культа режиссёра, скорее всего, будут сбиты с толку и, наверное, немного заскучают. Для этой последней реакции есть основания: „Архангел“ очень монотонный и дремучий (отсюда скука), и он изначально задуман так, чтобы быть неясным (отсюда непонимание)». В итоге, резюмирует Батлер, «„Архангел“ — это менее значимая работа Мэддина, но такая, которую поклонники определённо захотят посмотреть».

### Стилистические особенности фильма
Кинокритик Дж. Хоберман на страницах «Village Voice» отметил, что «отличительной чертой Мэддина является его сверхъестественная способность извлекать из небытия и использовать по-новому забытые кинематографические приёмы». По мнению Холдена, «нелепая история „Архангела“ значит намного меньше, чем его архаичный стиль, в котором она рассказана. Начиная с мерцающей, чёрной съёмки до неустойчивого звукоряда конца 1920-х годов и вампирского образа Вероньки с выкрашенными сурьмой глазами, фильм является мастерской пародией на киностиль того времени». Критик обращает внимание на то, что «невозмутимый тон повествования иногда прерывается эпизодами чистого безумия». В частности, «в одной из сцен на белых русских солдат, которые спят в траншеях, нападают кролики. В другой сцене Гезу после припадка успешно лечат энергичными растираниями лошадиными скребками. А когда Джаннингса бьёт ножом в живот большевистский солдат, он душит напавшего цепью связкой сосисок, вывалившихся из его чрева». Розенбаум также полагает, что «часто кажется, что этот фильм вообще ни о чём — кроме, возможно, очевидной любви Мэддина к исчезнувшим немым и ранним звуковым фильмам с аффектированными визуальными приёмами, а также к непривычным сюрреалистическим причудливым образам, таким как шквал кроликов, падающих в окопы». Шварц отмечает, что «Мэддин и Харви сделали сценарий глубоко личным, театрализованным и непроницаемым, а съёмка выполнена в великолепном чёрно-белом цвете». Он обращает внимание на то, как «эта запутанная и безумная картина хитро переходит в авангардную форму», а её «ни с чем не сообразная нелепая история возносится с помощью потрясающих военных сцен, которые сделаны за небольшие деньги с новаторскими спецэффектами». Эндрю также обращает внимание на «необыкновенные военные сцены», а ещё лучше этих сцен, по мнению критика, «безумные живые картины, которые, кажется, составляют единственное развлечение Архангельска». Батлер полагает, что «в качестве гимнастики для ума „Архангел“ имеет определённое очарование: у персонажей фильма нет определённости в отношении их собственных жизней из-за повреждения памяти в результате полученных травм. Фильм действенно передаёт это, создавая у зрителей неопределённость, чувство потери и замешательство». Также Батлер отмечает, «что Мэддин придал фильму потрясающий визуальный облик, снимая его как будто это старый поношенный немой фильм, и он использует интертитры и явно дублированные актёрские реплики, чтобы усилить ощущение старого „потерянного“ фильма, который обнаружили заново». И, кроме того, он «умело разыгрывает сюрреалистическую карту, которая является неотъемлемой частью его реальности».

### Сравнение с первым фильмом Мэддина
Холден напоминает, что «это второй полнометражный фильм Гая Мэддина, 34-летнего канадского кинорежиссёра из Виннипега, который обеспечил себе культовый статус псевдо-скандинавским эпиком „Сказки госпиталя Гимли“ (1988)». По мнению критика, «Архангел» «технически более совершенен, но также и более странен». Розенбаум со своей стороны, также отмечает, что «Гай Мэддин, который сделал „Истории госпиталя Гимли“, предлагает ещё более странный чёрно-белый фильм, сделанный на более крупном бюджете, который рассказывает о жертвах амнезии, полученной в результате атаки ипритом во время Первой мировой войны, и во время Русской революции». По мнению Джеффа Эндрю «этот фильм более сбалансированный, чем „Сказки госпиталя Гимли“, но при этом настолько же вдохновенный и неоднородный». В центре внимания автора «по-прежнему находятся имитация и коллаж в сочетании с острым чувством стилизации и театральности, которые на этот раз более обоснованы в историческом плане».

## Награды
В 1991 году фильм был удостоен специальной премии Национального совета кинокритиков США как лучший экспериментальный фильм.